# Kościół Opieki św. Józefa i Matki Boskiej z Góry Karmel w Łodzi
Kościół Opieki św. Józefa i Matki Boskiej z Góry Karmel (dawn. Kościół luterański św. Michała w Łodzi) – kościół katolicki (pierwotnie luterański), położony przy ul. Liściastej 9 w Łodzi, siedziba Parafii Opieki św. Józefa i Matki Bożej z Góry Karmel.

## Historia
Działkę pod budowę świątyni kupiono w 1920 r. W 1932 r. ewangelicy zamieszkujący podłódzki Radogoszcz odłączyli się od ewangelickiej parafii zgierskiej, tworząc własną pw. św. Michała. Budowa kościoła rozpoczęła się w 1934 r. pod kierunkiem Juliusza Seiferta. Realizacja miała mieć styl neogotycki. Budowę sfinansowali parafianie, niemniej prace szły wolno – w 1938 r. istniały tylko mury przykryte fragmentarycznie zadaszeniem. Obiekt miał 27 m długości i 15,5 m szerokości. Wybuch II wojny światowej w 1939 r. uniemożliwił dokończenie budowy, a po wojnie budynek kościoła, ziemię oraz budynki parafialne przejął Zakon Karmelitów Bosych. 1958 r. parafia zgierska w wyniku wyroku sądowego odzyskała budynek parafii, ale w 1960 r. wrócił on do Karmelitów, w wyniku odsprzedaży. W latach 1966–1969, budynek został zmodernizowany, przebudowany według projektu salezjanina, ks. Tadeusza Furdyny.
W latach 1999–2002 dobudowano 2 boczne ołtarze z figury znajdującej się na Górze Karmel w Palestynie. Rzeźbę tą poświęcił papież Pius XII. W kruchcie kościoła znajdują się szczątki o. Anzelma Gądka, który ostatnie lata życia spędził w tutejszym klasztorze Karmelitów Bosych. W 2011 r. nadbudowano wieżę kościoła o 12 m i umieszczono na niej oświetlony krzyż a nad drzwiami wejściowymi umieszczono herb Zakonu Karmelitów Bosych.